# Gomesa cuneata
Gomesa cuneata är en orkidéart som först beskrevs av Michael Joseph François Scheidweiler, och fick sitt nu gällande namn av Mark W. Chase och Norris Hagan Williams. Gomesa cuneata ingår i släktet Gomesa och familjen orkidéer. Inga underarter finns listade i Catalogue of Life.